# Parnell Hall
Parnell Hall (Culver City, 31 ottobre 1944 – 15 dicembre 2020) è stato uno scrittore statunitense di gialli.
Le sue opere comprendono la serie che vede protagonista Cora Felton e quella con Stanley Hastings, nonché la sceneggiatura del film C.H.U.D. del 1984
Ha collaborato con Manny Nosowsky e Will Shortz alla realizzazione dei cruciverba e sudoku inclusi nelle sue storie della serie di Cora Felton. 

Ha anche scritto, sotto lo pseudonimo J.P. Hailey, i libri della serie di Steve Winslow. È coautore di Smooth Operator, insieme a Stuart Woods.

## Opere

### Serie Stanley Hastings
1. Detective (1987)
2. Murder (1988)
3. Favor (1988)
4. Strangler (1989)
5. Client (1990)
6. Juror (1990)
7. Shot (1991)
8. Actor (1993)
9. Blackmail (1994)
10. Movie (1995)
11. Trial (1996)
12. Scam (1997)
13. Suspense (1998)
14. Cozy (2001)
15. Manslaughter (2002)
16. Hitman (2007)
17. Caper (2010)
18. Stakeout (2013)
19. Safari (2014)
20. A Fool for a Client (2015)

### Serie di Cora Felton
1. A Clue for the Puzzle Lady (1999) - (edito in italiano con il titolo Cruciverba per l'assassino nella serie Il Giallo Mondadori n.2714)
2. Last Puzzle & Testament (2000) - (edito in italiano con il titolo Cruciverba per un testamento nella serie Il Giallo Mondadori n.2779)
3. Puzzled to Death (2001) - (edito in italiano con il titolo Cruciverba per una vittima nella serie I Classici del Giallo Mondadori n.984)
4. A Puzzle in a Pear Tree (2002) - (edito in italiano con il titolo I dodici enigmi nella serie I Classici del Giallo Mondadori n.1012)
5. With This Puzzle, I Thee Kill (2003) - (edito in italiano con il titolo Cruciverba di morte nella serie Il Giallo Mondadori n.2882)
6. And a Puzzle to Die On (2004) - (edito in italiano con il titolo Cruciverba criminale nella serie Il Giallo Mondadori n.2933)
7. Stalking the Puzzle Lady (2005)
8. You Have the Right to Remain Puzzled (2006)
9. The Sudoku Puzzle Murders (2008)
10. Dead Man’s Puzzle (2009)
11. The Puzzle Lady vs. The Sudoku Lady (2010)
12. The KenKen Killings (2011)
13. $10,000 in Small Unmarked Puzzles (2012)
14. Arsenic and Old Puzzles (2013)
15. NYPD Puzzle (2014)
16. Puzzled Indemnity (2015)

### Serie di Steve Winslow scritta come JP Hailey
1. The Baxter Trust (1988)
2. The Anonymous Client (1989)
3. The Underground Man (1990)
4. The Naked Typist (1990)
5. The Wrong Gun (1992)
6. The Innocent Woman (2011)

### Racconti
- "Times Square Shuffle" in Crime Square - Edited by Robert J. Randisi
- "Death of a Vampire." in Crimes by Moonlight: Mysteries from the Dark Side -Edited by Charlaine Harris. April, (2010)
- "Deal Me In" in Dead Man's Hand: Crime Fiction at the Poker Table
- "Fear of Failure" Murder at the Foul Line
- "Oh, What a Tangled Lanyard We Weave" in Murder Most Crafty
- "Line Reading" in Show Business is Murder
- "Lethal Luncheon" in Death Dines In
- "Faking it" in Most Wanted (An anthology of short stories by past presidents of the Private Eye Writers of America)
- "The Witness Cat" (JP Hailey) in Murder Most Feline
- "The Missing Heir" in The Shamus Game
- "Clicker Training" in Canine Christmas
- Dark City Lights: New York Stories[6]